# Резолюция 98 на Съвета за сигурност на ООН
Резолюция 98 на Съвета за сигурност на ООН е приета на 23 декември 1952 г. по повод индо-пакистанския спор за областта Кашмир.
С резолюцията Съветът за сигурност изразява съгласието си с предложените от представителя на ООН за Индия и Пакистан принципи, въз основа на които да се търси път за разбирателство между правителствата на Индия и Пакистан, и отбелязва със задоволство, че правителствата на двете страни са изразили пълно съгласие с десет от дванадесетте точки на предложението на представителя на ООН. Съветът обаче отбелязва, че не е постигнато пълно съгласие по плана за демилитаризация на княжествата Джаму и Кашмир, тъй като страните не са съгласни като цяло с точка 7 от предложението на представителя на ООН.
По-нататък Съветът за сигурност призовава правителствата на Индия и Пакистан незабавно да започнат преговори под ръководството на представителя на ООН за Индия и Пакистан, за да договорят числеността на въоръжените сили, които ще останат от двете страни на установената демаркационна линия до края на периода на демилитаризацията на областта. Съветът за сигурност уточнява, че съгласно предложението на представителя на ООН за Индия и Пакистан числеността на тези сили трябва да бъде между 3000 и 6000 военни от пакистанската страна на демаркационната линия и, съответно, между 12 000 и 16 000 военни от индийската страна.
Съветът за сигурност изказва благодарности към представителя на ООН за Индия и Пакистан за усилията, които полага за мирното регулиране на въпроса, и го призовава в името на тази цел и за напред да бъде на разположение на правителствата на Индия и Пакистан.
В последната част на резолюцията Съветът изисква правителствата на Индия и Пакистан да представят доклади пред Съвета в срок не по-късно от тридесет дни от приемането на резолюцията, а на представителя на ООН за Индия и Пакистан се изисква да държи Съвета в течение за развитието на въпроса.
Резолюция 98 е приета с мнозинство от девет гласа „за“ и един „въздържал се“ от страна на Съветския съюз, като представителят на Пакистан в Съвета не взема участие в гласуването.